# Файстриц-ан-дер-Драу
Файстриц-ан-дер-Драу (австр. Feistritz An Der Drau) — город в Австрии, место проведения двадцать четвёртого Чемпионата мира по биатлону, проводившегося в 1989 году с 7 по 12 марта. Население данного города, по данным на 2001 год составляет 1739 человек. Телефонный код города — +43 4245.